# Koreai Népköztársaság
A Koreai Népköztársaság (hangul: 조선인민공화국, Csoszon Inmin Konghvaguk, handzsa: 朝鮮人民共和國, RR: Joseon Inmin Gonghwaguk) rövid életű pártállam volt a Koreai-félszigeten. Szöul (Seoul-)ban kiáltotta ki a Koreai Néppárt 1945. szeptember 6-án, de a partraszálló amerikaiak 1946 februárjában feloszlatták.

## Programja
A Koreai Népköztársaság kormányprogramját szeptember 14-én ismertették, 27 pontba szedve. Ezek között voltak:
- a Japán Birodalom és a kollaboránsok tulajdonában lévő földek jóvátérítés nélküli elkobzása
- ezen földek felosztása a parasztok között
- bérleti díj korlátozása a fel nem osztott földeken
- a bányászati, pénzügyi, szállítási, és kommunikációs ipari társaságok államosítása
- állami felügyelet a kis és középméretű társaságoknak
- alapvető emberi jogok, szólás-, sajtó-, gyülekezési, és vallásszabadság
- általános választójog 18 év felett
- női egyenjogúság
- 8 órás munkanapok, minimálbér, gyermekek dolgoztatásának betiltása
- közeli kapcsolatok létesítése az Amerikai Egyesült Államokkal, a Szovjetunióval, az Egyesült Királysággal, Kínával, és pozitív szembenállás az ország belügyeibe beavatkozókkal szemben.[1][2]

## A Központi Népi Bizottság tagjai
Az ország elnöke Li Szin Man (이승만, Syngman Rhee), alelnöke Jo Unhjong (Lyuh Woon-hyung), miniszterelnöke pedig Ho Hon (허헌, Heo Heon) volt.
| Poszt                             | Képviselő                            | Helyettese(i)                                                                |
| --------------------------------- | ------------------------------------ | ---------------------------------------------------------------------------- |
| Belügyminiszter                   | Kim Gu (김구, Kim Gu)                | Cso Dongho (조동호, Jo Dong-ho), Kim Gjerim (김계림, Kim Gye-rim)            |
| Külügyminiszter                   | Kim Gjusik (김규식, Kim Gyu-sik)     | Cshö Gunu (최근우, Choi Geun-woo), Kang Dzsin (강진, Kang Jin)               |
| Pénzügyminiszter                  | Cso Mansik (조만식, Jo Man-sik)      | Pak Mungju (박문규, Park Mun-gyu), Kang Bjongdo (강병도, Kang Byeong-do)     |
| Hadügyminiszter                   | Kim Vonbong (김원봉, Kim Won-bong)   | Kim Szejong (김세용, Kim Se-yong), Csang Giuk (장기욱, Jang Gi-uk)           |
| Gazdaságügyi miniszter            | Ha Philvon (하필원, Ha Pil-won)      | Kim Hjongszon (김형선, Kim Hyeongseon), Csong Thesik (정태식, Jeong Tae-sik) |
| Természeti erőforrások minisztere | Kang Gidok (강기덕, Kang Gi-deok)    | Ju Cshugun (유추군, Yu Chu-gun), I Gvan (이관, Lee Gwan)                     |
| Egészségügyi miniszter            | I Mangju (이만규, Lee Man-gyu)       | I Dzsongjun (이정윤, Lee Jeong-yun), Kim Dzsomgvon (김점권, Kim Jeom-gwon)   |
| Közlekedésügyi miniszter          | Hong Namphjo (홍남표, Hong Nam-pyo)  | I Szungun (이순근, Lee Sun-geun), Csong Dzsonggun (정종근, Jeong Jong-geun)  |
| Biztonságügyi miniszter           | Cshö Jongdal (최용달, Choi Yong-dal) | Mu Dzsong (무정, Mu Jeong), I Giszok (이기석, Lee Gi-seok)                   |
| Igazságügyi miniszter             | Kim Bjongno (김병로, Kim Byeong-lo)  | I Szungjop (이승엽, Lee Seung-yeob), Csong Dzsinthe (정진태, Jeong Jin-tae)  |
| Oktatásügyi miniszter             | Kim Szongszu (김성수, Kim Seong-su)  | Kim Thedzsun (김태준, Kim Tae-jun), Kim Gidzson (김기전, Kim Gi-jeon)        |
| Propagandaminiszter               | I Gvanszul (이관술, Lee Gwan-sul)    | I Joszong (이여성, Lee Yeo-seong), Szo Dzsungszok (서중석, Seo Jung-seok)    |
| Hírközlési miniszter              | Sin Ikhi (신익희, Sin Ik-hee)        | Kim Csholszu (김철수, Kim Cheol-su), Cso Duvon (조두원, Jo Du-won)           |
| Munkaügyi miniszter               | I Dzsuszang (이주상, Lee Ju-sang)    | Kim Szanghjok (김상혁, Kim Sang-hyeok), I Szungum (이순금, Lee Sun-geum)     |
| Titkár                            | I Gangguk (이강국, Lee Gang-guk)     | Cshö Szonghvan (최성환, Choi Seong-hwan)                                     |
| Jogi miniszter                    | Cshö Ikhan (최익한, Choi Ik-han)     | Kim Jongam (김용암, Kim Yong-am)                                             |
| Tervezési miniszter               | Csong Bek (정백, Jeong Baek)         | An Giszong (안기성, An Gi-seong)                                             |

## Fordítás
- Ez a szócikk részben vagy egészben  a(z)   조선인민공화국 című koreai Wikipédia-szócikk fordításán alapul.  Az eredeti cikk szerkesztőit annak laptörténete sorolja fel. Ez a jelzés csupán a megfogalmazás eredetét és a szerzői jogokat jelzi, nem szolgál a cikkben szereplő információk forrásmegjelöléseként.